# اسلام‌آباد کارخانه قند
اسلام‌آباد کارخانه قند روستایی در دهستان زیارت بخش مرکزی شهرستان شیروان استان خراسان شمالی ایران است.

## جمعیت
بر پایه سرشماری عمومی نفوس و مسکن در سال ۱۳۹۵ جمعیت این مکان ۱٬۱۳۸ نفر (۳۱۹خانوار) بوده‌است.